# Tetjana Jablonska

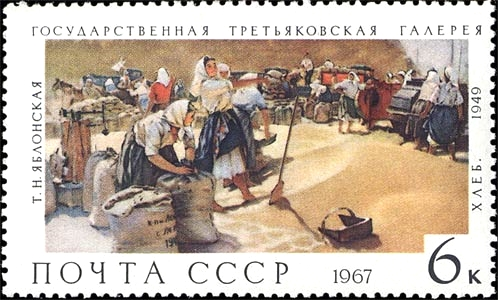
Gemälde „Getreide“ (1949) von Jablonska auf einer sowjetischen Briefmarke von 1967

Tetjana Nyliwna Jablonska (* 11. Julijul. / 24. Juli 1917greg. in Smolensk, Russland; † 17. Juni 2005 in Kiew, Ukraine) war eine ukrainische Kunstmalerin.

## Leben
Tetjana Jablonska kam im russischen Smolensk zur Welt. 1928 zog ihre Familie mit ihr nach Odessa und von da aus 1930 nach Kamjanez-Podilskyj und im Anschluss nach Luhansk. Zwischen 1935 und 1941 studierte sie am Kiewer Staatlichen Kunstinstitut bei Fedir Krytschewskyj Malerei. Zwischen 1944 und 1953 lehrte sie Zeichnung, Malerei und Komposition am Kiewer Staatlichen Kunstinstitut.
Jablonska nahm mit ihren Gemälden an zahlreichen nationalen und internationalen Ausstellungen teil. Zu den bedeutendsten Ausstellungen, an denen sie teilnahm, zählt die Biennale di Venezia von 1958 und die Weltausstellung 1958 in Brüssel, wo sie für ihr Bild „Getreide“ mit der Bronzemedaille ausgezeichnet wurde.
Ab 1975 war sie Vollmitglied der Akademie der Künste der UdSSR und ab 1997 Akademiemitglied der Nationalen Akademie der Künste der Ukraine. Jablonska lebte in Kiew und starb dort 2005. Sie ist auf dem Kiewer Baikowe-Friedhof (Abschnittsnummer 52a, VIP-Bereich) beerdigt.

## Familie
Ihr Vater war der Künstler, Grafiker und Literaturlehrer Nil Alexandrowitsch Jablonski (russisch Нил Александрович Яблонский; 1888–1944).
Ihre Schwester war die Künstlerin Olena Jablonska (Олена Нилівна Яблонська; 1918–2009) und ihr Bruder der Architekt Dmytro Jablonskyj (Дмитро́ Ни́лович Ябло́нський; 1921–2001).
Ihr erster Ehemann war der russische Künstler Sergei Borissowitsch Otroschtschenko (Сергей Борисович Отрощенко; 1910–1988) und ihr zweiter Ehemann der Künstler Armen Atajan (Атаян Армен Аршакович; * 1922). Ihre drei Töchter sind ebenfalls Künstlerinnen.

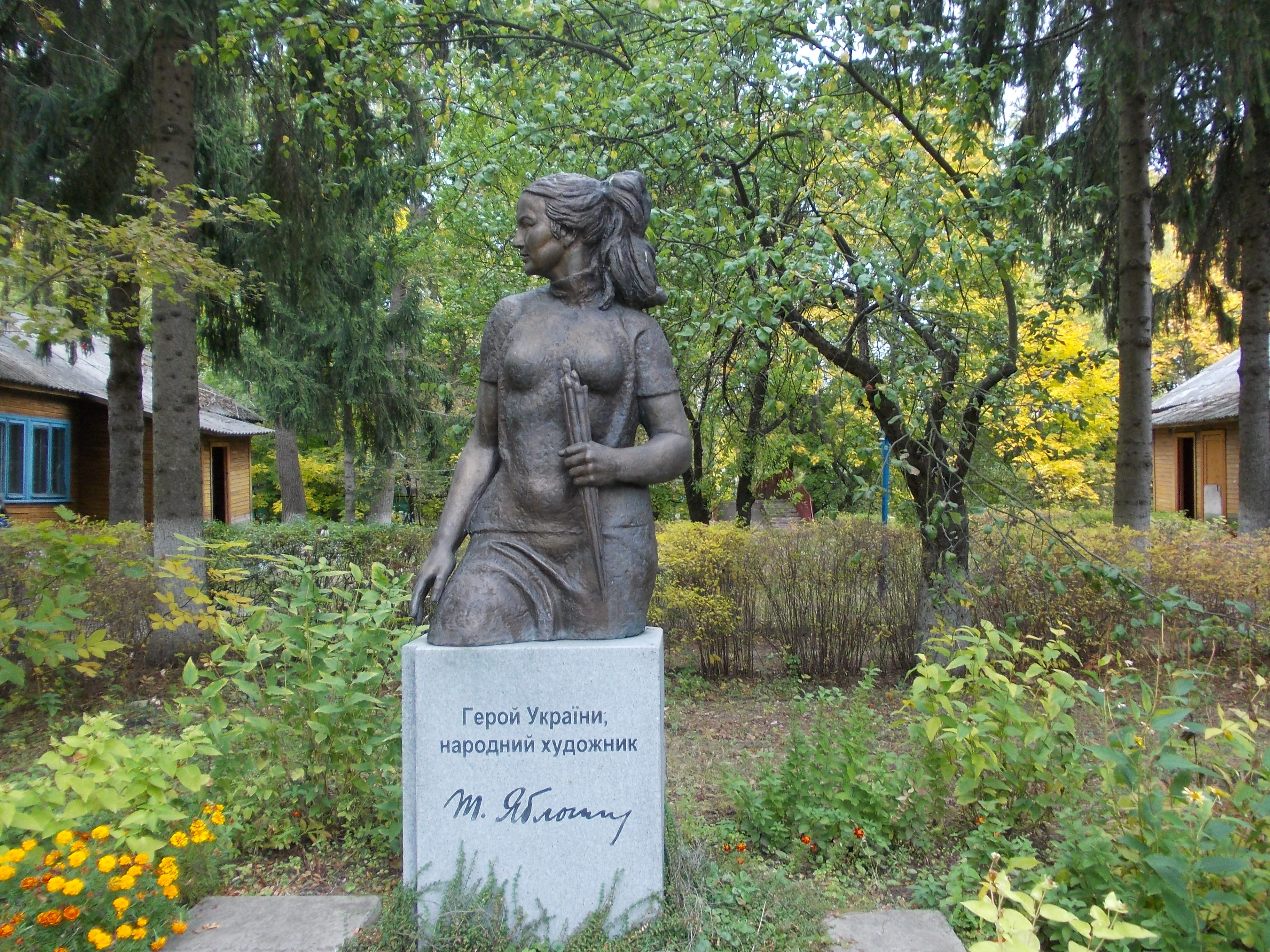
Denkmal für Tetjana Jablonska in Sedniw.

## Ehrungen
Tetjana Jablonska erhielt zahlreiche Ehrungen. Darunter:
- 1949, 1951, 1979 Staatspreis der UdSSR[1]
- 1951 Orden des Roten Banners der Arbeit[1]
- 1960 Volkskünstler der Ukrainischen SSR
- 1977 Orden der Völkerfreundschaft[1]
- 1982 Volkskünstler der UdSSR[2]
- 1997 Ukrainischer Verdienstorden 2. Klasse[1]
- 1998 Taras-Schewtschenko-Preis[2]
- 2001 Held der Ukraine[1]
- 2001 Ehrenbürger von Kiew[4]

Am 21. Februar 2017 gab die Nationalbank der Ukraine anlässlich ihres 100. Geburtstages eine 2-Hrywnja-Gedenkmünze heraus.